# Weißer Tee
| Deutsch          | Weißer Tee    |
| Englisch         | White Tea     |
| Chinesisch       | 白茶, bái chá |
| Wassertemperatur | 70–90 °C      |
| Ziehzeit         | 1–5 Min.      |

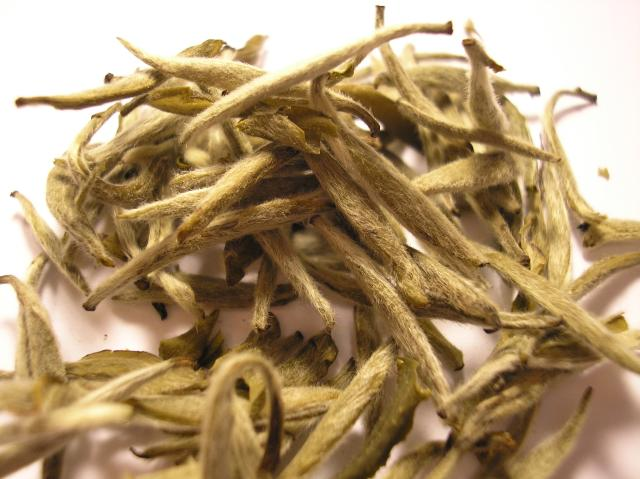
Weißer Blatt-Tee

Weißer Tee (chinesisch 白茶, Pinyin bái chá) wird in einem Prozess ähnlich wie ein grüner Tee hergestellt. Der Tee wird dabei bereits kurz nach der Ernte erhitzt und getrocknet, um die Fermentation zu unterbrechen, so dass nur ein geringer Prozentsatz fermentierten Tees enthalten ist. Den Namen erhält weißer Tee von dem feinen hellen Flaum, der die Teeblätter dieser Sorten bedeckt. Zumeist besitzt auch der Aufguss weißen Tees eine helle Farbe. Aufgrund seines geringeren Gerbstoffanteils ist er eher mild und blumig im Geschmack.
Weißer Tee hat seinen Ursprung in China, wird aber mittlerweile auch in vielen anderen Teeregionen hergestellt; neben China zum Beispiel auch in Rize, Assam, Darjeeling, Nilgiri, Sri Lanka, Malawi, Kenia. Der Charakter ist entsprechend den verwendeten Teepflanzen und dem regionalen Klima sehr verschieden.
Produktionsschritte (exemplarisch):
1. Handpflückung der frischen Blätter
2. Abkühlen/Lüften der Blätter für etwa 2–3 Stunden
3. Welken auf Welkmatten/Körben für etwa 10–14 Stunden bei einer Luftfeuchtigkeit von rund 60 % und einer Umgebungstemperatur von 25–26 °C
4. Erster Trocknungsvorgang für 10–15 Minuten bei einer Temperatur von 100–130 °C
5. Sortieren durch Handarbeit
6. Zweiter Trocknungsvorgang für etwa 12 Minuten bei einer Temperatur von 130 °C
7. Mischen und Verpacken

Weißer Tee ist einer der sechs chinesischen Tees. Seine Qualität erreicht der weiße Tee vor allem durch die besondere Auswahl der Teepflanzen und der Blätter: Nur die ungeöffneten Blattknospen des Teestrauchs, der in der im Süden Chinas gelegenen Provinz Fujian angebaut wird, werden für die besonders hochwertigen Sorten wie etwa Yin Zhen verwendet. Für die Herstellung eines Kilogramms weißen Tees werden rund 30.000 handgepflückte Knospen benötigt. Ihren milden Geschmack erhält diese Teesorte durch die schonende Licht- und Lufttrocknung.
Weiße Tees werden auch für hochwertige Teerosen verwendet, die mehrfach aufgegossen werden können.
Nicht zuletzt wegen des Polyphenolgehalts wird weißem Tee eine gesundheitsfördernde Wirkung zugesprochen. Polyphenole sind hochwirksame Antioxidantien, die freie Radikale unschädlich machen und so das Immunsystem stärken sollen. Die Chinesen sagen dem weißen Tee auch eine blutdrucksenkende Wirkung nach. Weißer Tee enthält Coffein und Theophyllin.

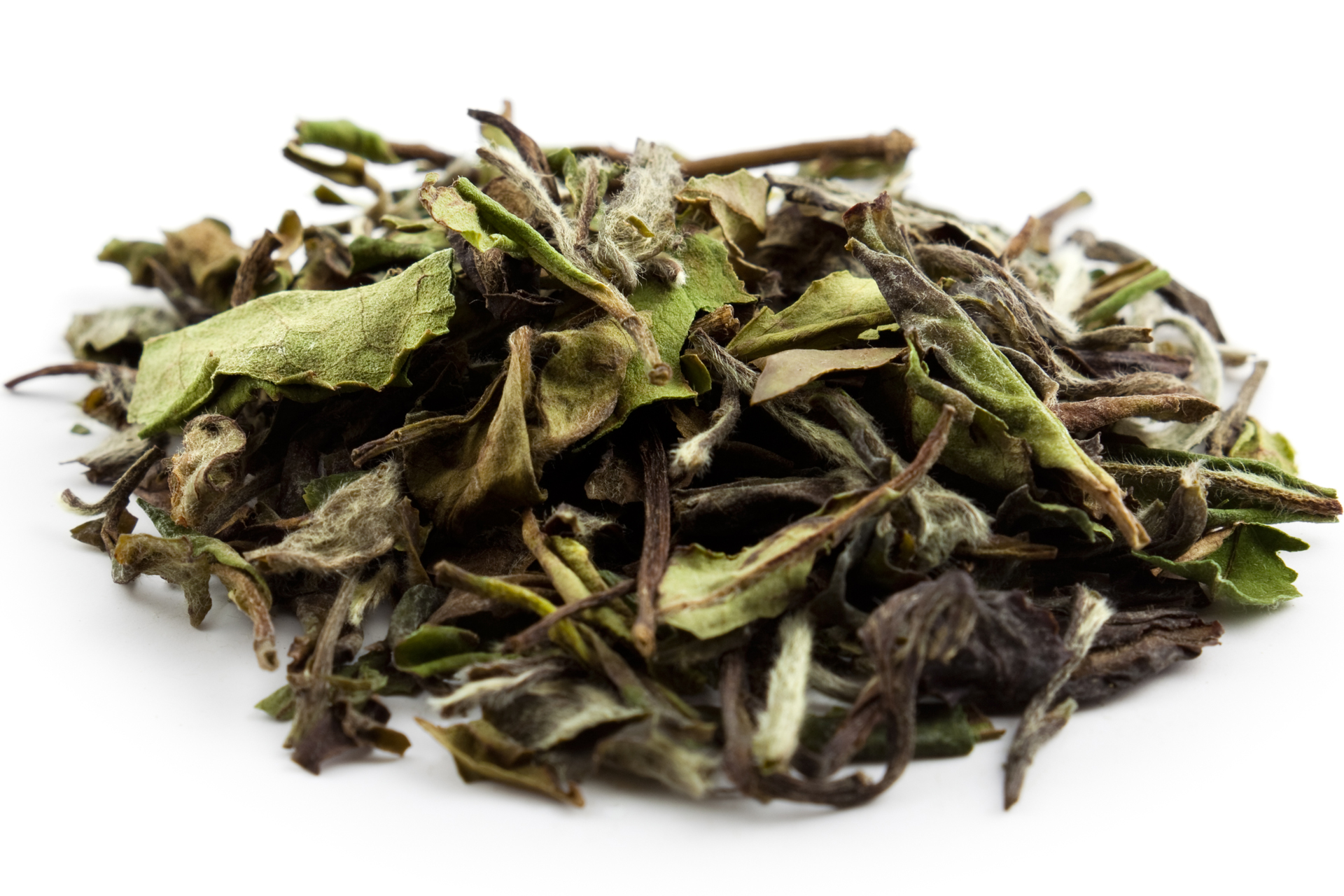
Weißer Tee Pai Mu Tan

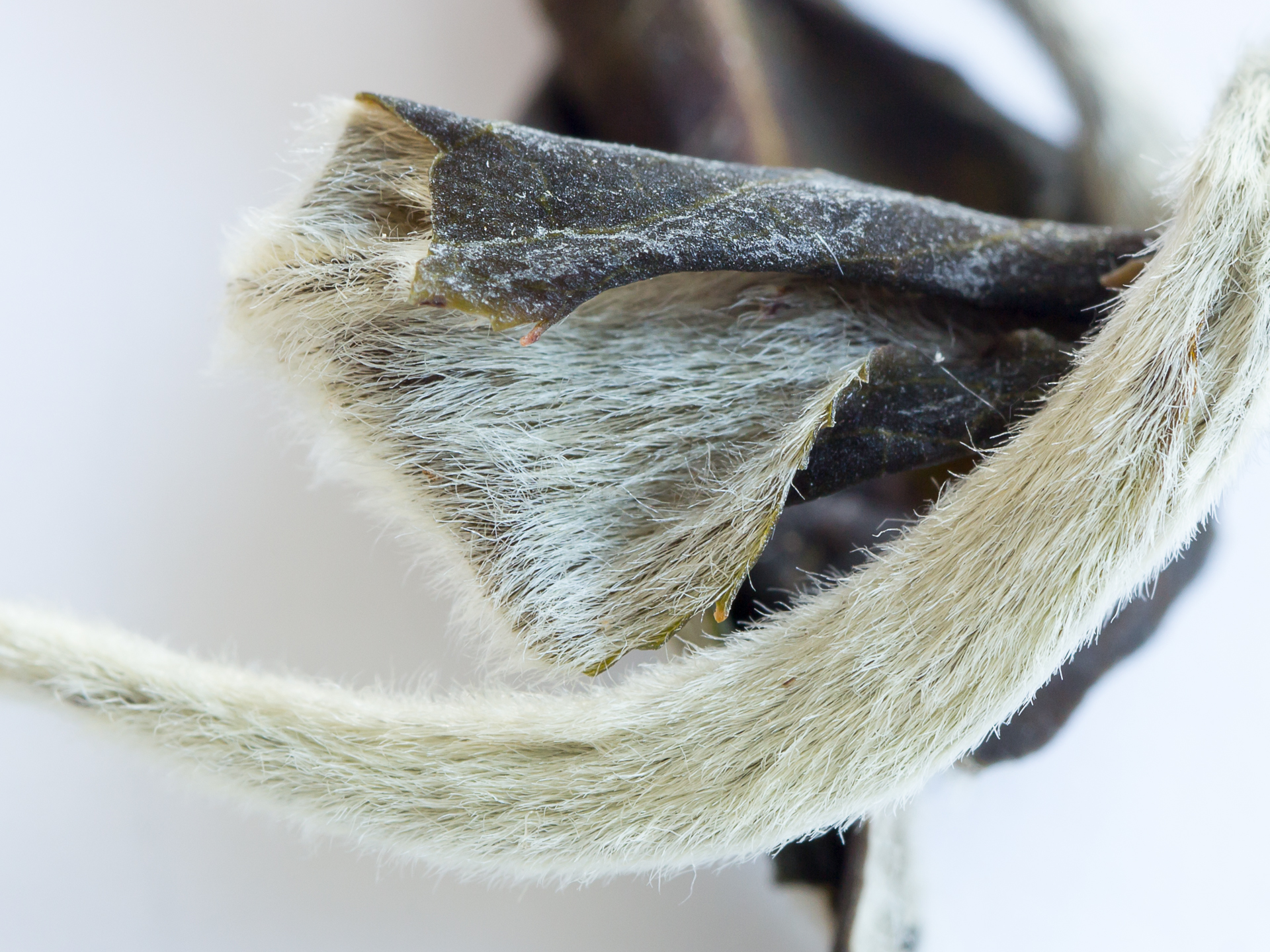
Nahaufnahme einer Blattknospe

## Sorten
Die bekanntesten Sorten des weißen Tees sind Shou Mei (Pinyin: Shòu méi), der großblättrige Bai Mudan und die hochwertige Sorte Baihao Yinzhen (deutsch‚ Silbernadel). Der Preis für diese hochwertigen Tees liegt bei 8 bis 40 Euro pro 100 Gramm.

## Zubereitung
Weißer Tee wird wie Grüner Tee zubereitet. Zu heißes Wasser zerstört das im Tee enthaltene Vitamin C, das die Aufnahme der im Tee enthaltenen Polyphenole über den Darm verbessert, nicht aber die Polyphenole selbst. Es kann sich auch negativ auf den Geschmack auswirken. Daher sollte das kochende Wasser vor der Verwendung auf etwa 75 °C abkühlen. Eine bessere Aufnahme der Polyphenole erreicht man aber bei Überbrühung des Tees mit 95 °C heißem Wasser, längerer Ziehdauer und nachträglicher Zugabe von Vitamin C (Zitronensaft), wenn der Aufguss abgekühlt ist. Am besten weiches Wasser verwenden. Die Tasse oder die Kanne vorwärmen, indem man sie mit dem heißen Wasser ausspült. Es werden acht bis elf Gramm Tee pro Liter Wasser genommen und je nach Sorte und eigenem Geschmack zwischen einer und fünf Minuten ziehen gelassen.
Die Sorte Yin Zhen lassen manche bei niedrigerer Wassertemperatur drei bis vier Minuten ziehen, was jedoch zu einem schwereren und nachhaltigeren Geschmack führt. Je nach persönlichem Geschmack ist auch eine höhere initiale Wassertemperatur von 90 °C bei einer Ziehzeit von 4 Minuten möglich.
Eine Portion Teeblätter kann mehrfach aufgegossen werden. Jeder Aufguss wird einen anderen Geschmack aufweisen.